# Кучук (село)
Кучу́к (рос. Кучук) — село у складі Шелаболіхинського району Алтайського краю, Росія. Адміністративний центр Кучуцької сільської ради.

## Населення
Населення — 989 осіб (2010; 1186 у 2002).
Національний склад (станом на 2002 рік):
- росіяни — 96 %